# فالريا بروني تيديسكي
فالريا بروني تيديسكي بالإيطالية: Valeria Bruni Tedeschi؛ (16 نوفمبر 1964 -). هي من أصل إيطالي فرنسي صهرها نيكولا ساركوزي رئيس فرنسا بالفترة من 2008 حتى 2012.

## سيرتها
فاليريا بروني ولدت في تورينو، وبيدمونت. ورغم أنها بدأت العمل في عام 1986، إلا انها كانت قد اختيرت لتقوم بأدوار في أفلام عالمية.

## وصلات خارجية
- فالريا بروني تيديسكي على IMDb
- فالريا بروني تيديسكي على موقع IMDb (الإنجليزية)
- فالريا بروني تيديسكي على موقع ميتاكريتيك (الإنجليزية)
- فالريا بروني تيديسكي على موقع روتن توميتوز (الإنجليزية)
- فالريا بروني تيديسكي على موقع مونزينجر (الألمانية)
- فالريا بروني تيديسكي على موقع قاعدة بيانات الأفلام العربية
- فالريا بروني تيديسكي على موقع ألو سيني (الفرنسية)
- فالريا بروني تيديسكي على موقع ميوزك برينز (الإنجليزية)
- فالريا بروني تيديسكي على موقع أول موفي (الإنجليزية)
- فالريا بروني تيديسكي على موقع قاعدة بيانات الأفلام السويدية (السويدية)
- فالريا بروني تيديسكي على موقع قاعدة بيانات الفيلم (الإنجليزية)